# Creoleon interruptus
Creoleon interruptus är en insektsart som först beskrevs av Navás 1914.  Creoleon interruptus ingår i släktet Creoleon och familjen myrlejonsländor. Inga underarter finns listade i Catalogue of Life.